# Белва Плейн
Белва Плейн (на английски: Belva Plain) е американска писателка на бестселъри в жанра любовен роман.

## Биография и творчество
Белва Офенберг Плейн е родена на 9 октомври 1915 г. в Ню Йорк, САЩ. Тя е трето поколение американизирана еврейка. Бабата и дядото на баща ѝ са еврейски имигранти от Германия, а предците на майка ѝ са ирландски католици. Единствена дъщеря на успешен строителен предприемач, тя израства в източната част на Манхатън. Като тийнейджър пише поезия и кратки разкази, докато през лятото е сред идиличния селски комфорт в семейния си дом в Ню Ханаан в Кънектикът.
След като завършва гимназия „Fieldston“, тя учи в колежа „Барнард“, който завършва през 1939 г. с диплома по история. След завършването си, в края на годината на една вечеря, се среща с амбициозния лекар от Нюарк Ървинг Плейн. Двамата сключват брак и се преместват във Филаделфия, където той учи офталмология, а тя плаща сметките чрез писане на кратки романтични разкази за различни списания, включително „Космополитен“, „Маккол“ и „Ladies 'Home Journal“. Първият си разказ публикува когато е на 25 години.
След като Ървинг Плейн завършва университета, двойката се премества в Саут Ориндж, Ню Джърси. Двамата са заедно до смъртта му през 1982 г. Имат три деца – Барбара, Нанси и Джон. Белва Плейн спира да пише и се посвещава на отглеждането на децата си. Тя винаги е искала да напише роман, но все се оправдава пред себе си, че е много ангажирана със семейните задължения и фамилните традиции.
Когато децата ѝ порастват, започват да учат и да имат собствени семейства, Белва Плейн е обхваната от синдрома на „празното гнездо“. Тогава тя сяда на своето тиково бюро, взема един жълт бележник и започва наново кариерата си на писател, макар да е вече на 60 години. До края на живота си предпочита да пише на ръка и рядко ползва пишеща машина.
Първият ѝ роман „Вечно млада“ е публикуван през 1978 г. и е първи от поредицата „Семейство Уорнър“. Той описва сагата на младата и борбена червенокоса еврейска имигрантка Ана, идваща от селските райони на Полша в пренаселените гета на Ню Йорк, където се разкъсва между любовта и амбициите на двама мъже. Романът оглавява списъка на бестселърите на „Ню Йорк Таймс“ в продължение на 41 седмици. През 1985 г. романът е екранизиран в едноименния минисериал „Evergreen“ на телевизия NBC.
В следващите години от живота си Белва Плейн издава още 22 романа, характеризиращи се с драматични любовни епоси и ярки характери. Работи много дисциплинирано, като пише всяка сутрин по пит дни в седмицата, и създава по около 500-600 страници на година. Според критиката тя е най-продаваният автор от така наречената „мейнстрийм“ литература.
Макар тя строго да защитава неприкосновеността на личния си живот, много обича да взема участие в обсъждането на романите си, особено пред еврейска публика, заради националността на нейните герои, които най-често са евреи.
Романите на писателката са постоянно сред списъците на бестселърите. Те са преведени на над 25 езика по целия свят и са издадени в над 30 милиона екземпляра.
Белва Плейн умира на 12 октомври 2010 г. в Шорт Хилс, Ню Джърси. Погребана е с частна церемония в гробището „Бнай Ешурун“ в Хилсайд.

## Произведения

### Серия „Семейство Уорнър“ (Werner Family Saga)
1. Вечно млада, Evergreen (1978)
2. The Golden Cup (1986)
3. Платно на живота, Tapestry (1988)
4. Жътва, Harvest (1990)

### Самостоятелни романи
- Ветрове без посоки, Random Winds (1980)
- Eden Burning (1982)
- Crescent City (1984)
- Blessings (1989)
- Treasures (1992)
- Спотаен шепот, Whispers (1993)
- Daybreak (1994)
- Въртележката, The Carousel (1995)
- Съперницата, Promises (1996)
- Възмездие, Secrecy (1997)
- Завръщане у дома, Homecoming (1997)
- Наследство от мълчание, Legacy of Silence (1998)
- Ръката на съдбата, Fortune's Hand (1999)
- След пожара, After the Fire (2000)
- Приятелки, Looking Back (2001)
- Далеч от дома, Her Father's House (2002)
- Звездно небе, The Sight of the Stars (2003)
- Кръстопътища, Crossroads (2005) – издадена и като „Red Leaves“
- Изневяра, Heartwood (2011)